# Tom Moulton
Tom Moulton, all'anagrafe Thomas Jerome Moulton (Schenectady, 29 novembre 1940), è un produttore discografico e remixer statunitense.
Tra i personaggi più influenti della disco music, è l'inventore dell'"extended mix" e del disco in vinile da 12 pollici. I suoi oltre 4.000 remix sono firmati con la sigla "A Tom Moulton Mix".

## Biografia
Tom Moulton iniziò a lavorare nel mondo della musica sul finire degli anni cinquanta, quando acquistava dischi da 45 giri per la Seeburg. Lavorò poi le etichette King, RCA e United Artists. In seguito, fece il modello in un resort di Long Island. In tale luogo, frequentato da uomini caucasici gay appassionati di musica soul, Moulton si dilettò per la prima volta nella pratica del DJing.
La necessità di Moulton, e con lui di molti disc jockey, di estendere le tracce da riprodurre nelle discoteche (i 45 giri contenevano infatti brani della durata approssimativa di circa 3 minuti per facciata), spinse il produttore a cimentarsi in versioni allungate a sei minuti, contenute nei nuovi vinili da 12 pollici. Moulton inventò il cosiddetto "extended remix". Il primo che realizzò fu Do It ('Til You're Satisfied) dei B.T. Express. Lanciò anche il "megamix": un tipo di album senza alcuna pausa fra una canzone e l'altra, come conferma Never Can Say Goodbye di Gloria Gaynor, le cui prime tre tracce vennero da lui "fuse" insieme fino a formare un medley.
Tra gli altri disco mix da lui creati si possono segnalare, ad esempio, La Vie En Rose di Grace Jones (della quale fu anche il produttore), Love Is The Message dei MFSB, Ten Percent dei Double Exposure, Disco Inferno dei The Trammps, More, More, More di Andrea True Connection, Touch and Go degli Ecstasy, Passion & Pain.
Nel 2004 entrò nella Dance Music Hall of Fame.

## Discografia

### Album di remix
- 2006 – A Tom Moulton Mix
- 2012 – Philadelphia International Classics: The Tom Moulton Remixes